# William Brown (brittisk curlingspelare)
William Brown, var en brittisk curlingspelare. Han var reserv i det brittiska curlinglaget vid olympiska vinterspelen 1924 i Chamonix.